# João Francisco Salm
João Francisco Salm (ur. 11 października 1952 w São Pedro de Alcântara) – brazylijski duchowny katolicki, biskup Tubarão w latach 2012–2022, biskup Novo Hamburgo od 2022.

## Życiorys
30 lipca 1979 otrzymał święcenia kapłańskie i został inkardynowany do archidiecezji Florianópolis. Po święceniach rozpoczął pracę w seminarium w Azambuji jako wychowawca, zaś w 1984 został rektorem tejże uczelni. W latach 1992–2009 kierował częścią teologiczną seminarium w Florianópolis oraz odpowiadał za duszpasterstwo powołań w archidiecezji. W kolejnych latach był: proboszczem w Brusque (2009-2010), administratorem archidiecezji (2011) oraz jej ekonomem (2012).
26 września 2012 papież Benedykt XVI mianował go biskupem diecezji Tubarão. Sakry biskupiej udzielił mu 24 listopada 2012 arcybiskup Wilson Tadeu Jönck.
19 stycznia 2022 roku papież Franciszek przeniósł go na stolicę biskupią Novo Hamburgo.